# Дорош, Ефим Яковлевич
Ефи́м Я́ковлевич До́рош (12 [25] декабря 1908, Елисаветград, Херсонская губерния — 20 августа 1972, Москва) — русский советский писатель, автор очерков о деревенской жизни.

## Биография
В начале 1920-х жил в Одессе, с 1924 — в Москве. До 1931 учился прикладному и изобразительному искусству, одновременно руководил самодеятельными коллективами, для которых писал одноактные пьесы. Из отдельных рассказов, появлявшихся в печати с 1931, он составил ещё до войны два небольших сборника. Во время войны был сотрудником дивизионной газеты, затем — разъездным корреспондентом «Литературной газеты». В 1945 вступил в партию.
Начиная со второй половины 1940-х основной темой его художественной прозы и очерков становится колхозная жизнь. Он жил в Москве, был членом редколлегий журналов «Знамя» (1954—1956), «Москва» (1957—1958) и «Новый мир» (1967—1970, введён в редколлегию «для укрепления»), где руководил отделом прозы. В 1966 году подписал письмо в защиту А. Синявского и Ю. Даниэля. После разгрома редакции «Нового мира» остался работать в журнале, чем вызвал обвинения в «предательстве».
Похоронен в Москве на Востряковском кладбище.
Главное произведение Е. Я. Дороша — «Деревенский дневник», который он писал с 1956 по 1972 год. На протяжении двадцати лет Дорош ежегодно ездил в район Ростова Великого, жил летом в селе Пужбол, тщательно наблюдая и запечатлевая в своих очерках перемены в людях и в самом течении жизни.

Немногословность, наглядность изображения и убедительные диалоги — вот те достоинства прозы Дороша, которые обусловили её принадлежность к лучшей современной русской литературе.— Вольфганг Казак
Много писал Дорош и о историко-культурном наследии ростовской земли.

## Награды
- орден «Знак Почёта» (28.10.1967)
- медали

## Книги
- Маршальские звезды, 1939
- Военное поле, 1941
- С новым хлебом, 1952
- Рассказы, 1954
- Деревенский дневник, 1958, дополненное изд. — 1973
- Дождь пополам с солнцем, 1965, дополненное изд. — 1973
- Живое дерево искусства. Статьи, 1967, дополненное изд. — 1970
- Иван Федосеевич уходит на пенсию, 1971